# نظرية تسرب فيروس كورونا من مختبر ووهان

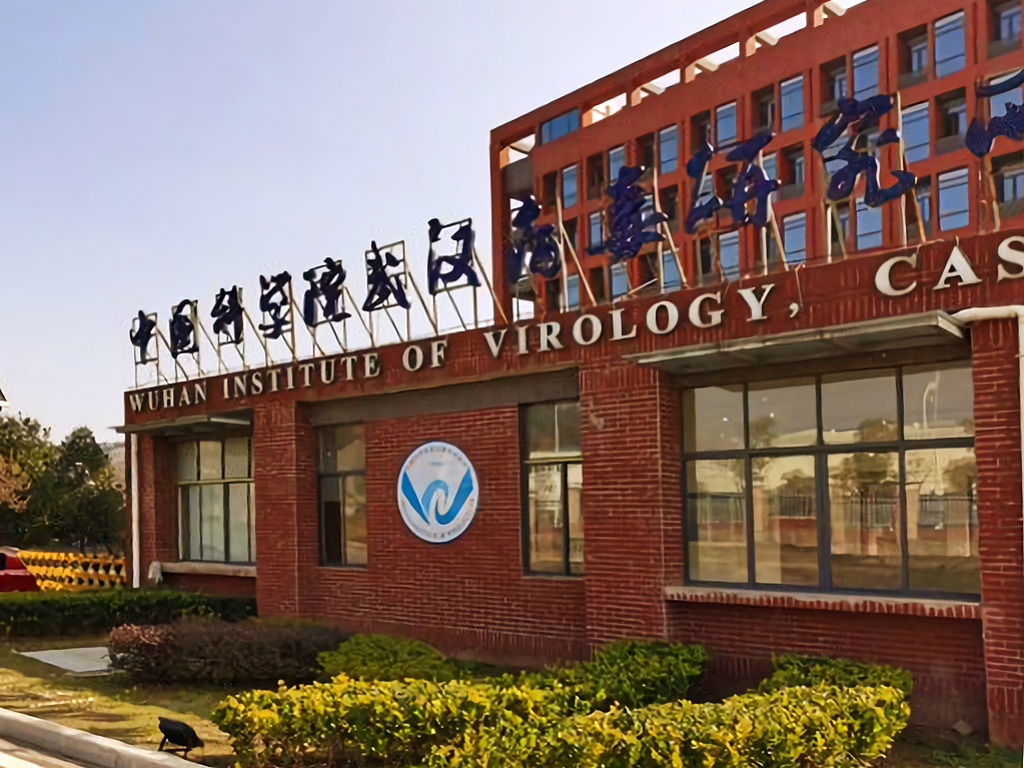
ووهان

نظرية تسرب فيروس كورونا من مختبر ووهان أو فرضية التسرب في المختبر. يعتقد أن سارس كوف-2 (فيروس كورونا المرتبط بالمتلازمة التنفسية الحادة الشديدة النوع 2) الذي تسبب في جائحة covid -19 قد انبعث من المختبر. يعتقد معظم العلماء أن الفيروس قد تفشى الى البشر من خلال الأمراض حيوانية المنشأ على غرار تفشي sars - cov -1 و mers - cov -1 المتلازمة التنفسية الشرق أوسطية)، وبما يتناسب مع الأوبئة البشرية التاريخية الأخرى. تشير الدلائل المتاحة إلى أن فيروس sars -cov-2 كان في الأصل لدى الخفافيش وانتشر إلى البشر عدة مرات من الحيوانات البرية المصابة في سوق ووهان للمأكولات البحرية في ووهان في ديسمبر/2019.
لا يوجد دليل على وجود sars-co-2 في أي مختبر قبل الجائحة. لم يجرِ تأكيد وجود مصدر حيواني أصلي حتى الآن  على الرغم من تحديد العديد من الأنواع المرشح  تركزت فكرة التسريب الصيني على الاعتقاد الخاطئ بأن التفشي حدث على ما يبدو في مدينة قريبة من معهد علم الفيروسات (معهد ووهان لعلم الفيروسات). وحظيت فكرة التسريب بالدعم بسبب الشكوك حول سرية استجابة الحكومة الصينية ومعرفتها بالتيارات العنصرية. كان علماء من WIV (معهد ووهان لعلم  الفيروسات) قد جمعوا سابقًا فيروسات كورونا ذات ذات الصلة بـ SARS من الخفافيش. زعموا أنهم قاموا أيضًا بعمل محفوف بالمخاطر يُكتشف على مثل هذه الفيروسات، وهو أمر أساسي في بعض إصدارات الفكرة.
 تستند بعض الإصدارات إلى نسخة أخرى من الفكرة تفترض أصلًا معمليًا أمريكيًا لمعلومات مضللة أو تحريف للأدلة العلمية لا سيما تلك التي تدعى هندسة الجينوم. ظهرت فكرة إطلاق الفيروس من المختبر (عن طريق الخطأ أو عن عمد) في وقت مبكر من الجائحة. اكتسبت النظرية شعبية في الولايات المتحدة من خلال الترويج لها من قبل شخصيات محافظة بما في ذلك الرئيس دونالد ترامب وجمهورية أخرى في ربيع عام 2022،  مما أدى الى تأجيج التوترات بين الولايات المتحدة والصين. في ذلك الوقت رفض السياسيون ووسائل الإعلام ذلك على نطاق واسع باعتباره نظرية مؤامرة.
عادت فكرة التسرب المختبري بشكل غير مقصود في مارس 2021. نشرت منظمة الصحة العالمية (WHO) تقريرًا اعتبر هذا الاحتمال "مستبعدًا للغاية" وقال المدير العام تيدروس إن استنتاجات التقرير لم تكن نهائية وقد جرى حجب البيانات. في يونيو 2021، أعلنت منظمة الصحة العالمية عن خطط للتدقيق المعملي ورفضت الصين ذلك.
في أكتوبر 2021، أصدرت وكالة المخابرات المركزية تقريراً ينص على أن الحكومة الصينية ليس لديها معرفة مسبقة بتفشي الفيروس وأن الفيروس لم يكن مصممًا على الأرجح. لم يؤيد التقرير السيناريو المنشأ بشكل قاطع من بين الفرق الثمانية التي جرى تجميعها في فريق واحد وهو (مكتب التحقيقات الفدرالي). اعتمد بثقة غير كاملة على التسريبات المختبرية وأربعة آخرين واتجه NIC بثقة مهزوزة نحو الأمراض حيوانية المنشأ وثلاثة كانوا مترددين. قالت وكالة المخابرات البريطانية في مايو 2021 إن التسريب إلى المختبر الصيني كان "ممكنًا".
أجرى بوليتيكو - هارفارد استطلاعًا في يونيو 2021، إذ وجد أن 52% من الأمريكيين يعتقدون أن COVID -19 قد تسرب من المختبر (بما في ذلك 59% من الجمهوريين و 52% من الديمقراطيين) مقارنة بـ 28% ممن يعتقدون أن COVID -19 قد أتى من ملامسة الإنسان لحيوان مصاب. لا يزال أغلب العلماء لديهم شكوك عن الفكره مستشهدين بنقص الأدلة الداعمة بينما يعد الأقلية أن التسرب في المختبر والأصل الطبيعي متساويان، يتفق بعض العلماء على أنه يجب التحقيق في أصل التسريب على الرغم من أنهم أعربوا عن مخاوفهم بشأن تسيس العلم. في يوليو 2022، نشرت في المجلة العلمية ورقتان وصفت أدلة وبائية وجينية جديدة على أن الوباء بدأ على الأرجح في سوق المأكولات البحرية في هوانان ولم يأت من المختبر، وذكرت أن صافرات الإنذار قد دقت بالتأكيد على نظرية تسرب المختبر.